# اودین ۲۱۵۵
سیارک ۲۱۵۵ (به انگلیسی: 2155 Wodan، نامگذاری:6542P-L) دو هزار و صد و پنجاه و پنجمین سیارک کشف شده‌است که در ۲۴ سپتامبر ۱۹۶۰ کشف شد.
قدر مطلق سیارک برابر ۱۲٫۶۰ است.